# Piazzole
Piazzole es una comuna  y población de Francia, en la región de Córcega, departamento de Alta Córcega.
Su población en el censo de 1999 era de 43 habitantes.

## Demografía
| 13 | 47 | 39 | 37 | 31 | 43 |
| Para los censos de 1962 a 1999 la población legal corresponde a la población sin duplicidades (Fuente: INSEE [Consultar]) |    |    |    |    |    |

- Datos: Q660302
- Multimedia: Piazzole / Q660302

1. ↑  Worldpostalcodes.org, código postal n.º 20229.
2. ↑  INSEE, Datos de población para el año 2012 de Piazzole (en francés).